# Jim Grabowski
College Football Hall of Fame 1995
(en) Statistiques sur pro-football-reference
James Steven Grabowski (né le 9 septembre 1944 à Chicago) est un joueur américain de football américain évoluant aux postes de running back. Il est inscrit dans le temple de la renommée du football universitaire.

## Enfance
Grabowski fait ses études à la Taft High School et s'inscrit, en 1962, au sein de l'université de l'Illinois.

## Carrière

### Université
Jouant avec le Fighting Illini, le natif de Chicago s'impose dans l'équipe de football américain, recevant le titre d'All-American en 1964 et 1965. Sa carrière universitaire est marquée par de nombreux matchs marquants comme lors de l'édition 1963 du Rose Bowl où il reçoit le titre de MVP. Il termine troisième aux votes du Trophée Heisman et co-meilleur joueur selon Sporting News à l'issue de la saison 1965. Le running back est introduit dans le College Football Hall of Fame en 1995.

## Professionnel
Jim Grabowski est sélectionné au première de la draft de la NFL en 1966 par les Packers de Green Bay. Parallèlement à cette invitation, il est choisi au premier tour de la draft de l'AFL par les Dolphins de Miami mais il prend la direction de Green Bay. Après une première saison chez les professionnels comme remplaçant, il devient un élément important en tant que fullback avant de se blesser et de passer derrière Jim Taylor. Cependant, il soulève les deux premières éditions du Super Bowl avec les Packers.
Sa carrière est freinée par de nombreuses blessures et ne peut réellement s'imposer. Après le départ de l'entraîneur Phil Bengtson et l'arrivée de Dan Devine en 1971, il n'est pas conservé dans l'effectif de Green Bay et signe avec les Bears de Chicago, faisant une dernière saison au plus haut niveau comme fullback.